# Natalia Sorokina
Pour les articles homonymes, voir Natalia Gousseva et Sorokina.
Natalia Vladimirovna Sorokina (en russe : Наталья Владимировна Сорокина), née Natalia Gousseva (Наталья Гусева, transcription anglaise : Natalya Guseva) le 12 septembre 1982 à Tikhvine, est une biathlète russe. 

## Biographie
Natalia Gousseva commence le biathlon à l'âge de douze ans. Elle est pour la première fois sélectionnée en équipe nationale en 2003. Deux semaines après son premier départ en Coupe du monde, elle remporte sa première et unique victoire individuelle à Antholz-Anterselva en 2004 (sprint). Elle participe à une seule épreuve aux Jeux olympiques durant sa carrière, le départ groupé en 2006 (qu'elle a terminé à la 24e place). En 2007, elle est médaillée de bronze du sprint aux championnats du monde d'Antholz.

## Palmarès

### Jeux olympiques d'hiver
| Épreuve / Édition | Turin 2006 |
| Mass start        | 24e        |

### Championnats du monde
| Mondiaux \ Épreuve      | Individuel | Sprint                    | Poursuite | Départ en masse | Relais   | Relais mixte                     |
| 2004 Oberhof            | -          | 17e                       | 10e       | 7e              | -        | Épreuve inexistante à cette date |
| 2006 Pokljuka           | JO Turin   | JO Turin                  | JO Turin  | JO Turin        | JO Turin | 16e                              |
| 2007 Antholz-Anterselva | -          | Médaille de bronze, monde | 4e        | 4e              | 7e       | 9e                               |
| 2008 Östersund          | -          | 25e                       | 30e       | -               | -        | -                                |
| 2011 Khanty-Mansiïsk    | 14e        | -                         | -         | -               | -        | -                                |

Légende :

 :épreuve inexistante

- : n'a pas participé à l'épreuve

### Coupe du monde
- Meilleur classement général : 21e en 2006.
- 4 podiums individuels : 1 victoire, 1 deuxième place et 2 troisièmes places.
- 10 podiums en relais : 3 victoires, 2 deuxièmes places et 5 troisièmes places.

#### Détail de la victoire
| Saison \ Épreuve | Individuel | Sprint             | Poursuite | Mass start | Total |
| 2003-2004        |            | Antholz-Anterselva |           |            |       |
| Total            | 0          | 1                  | 0         | 0          | 1     |

#### Classements en Coupe du monde
| Saison    | Classement général final | Individuel | Sprint | Poursuite | Mass start |
| 2003-2004 | 24e                      | 24e        | 28e    | 30e       | 7e         |
| 2004-2005 | 25e                      | 31e        | 26e    | 28e       | 20e        |
| 2005-2006 | 21e                      | 15e        | 32e    | 25e       | 19e        |
| 2006-2007 | 32e                      | 51e        | 32e    | 28e       | 26e        |
| 2007-2008 | 30e                      | 50e        | 23e    | 41e       | 45e        |
|           |                          |            |        |           |            |
| 2010-2011 | 30e                      | 35e        | 25e    | 41e       | 29e        |
| 2011-2012 | 79e                      |            | nc     | 65e       |            |

### Championnats du monde de biathlon d'été
- Médaille de bronze de la mass start en 2007.